# Polycentropus moselyi
Polycentropus moselyi là một loài Trichoptera trong họ Polycentropodidae. Chúng phân bố ở miền Australasia.